# Isa bin Salman Al Chalifa

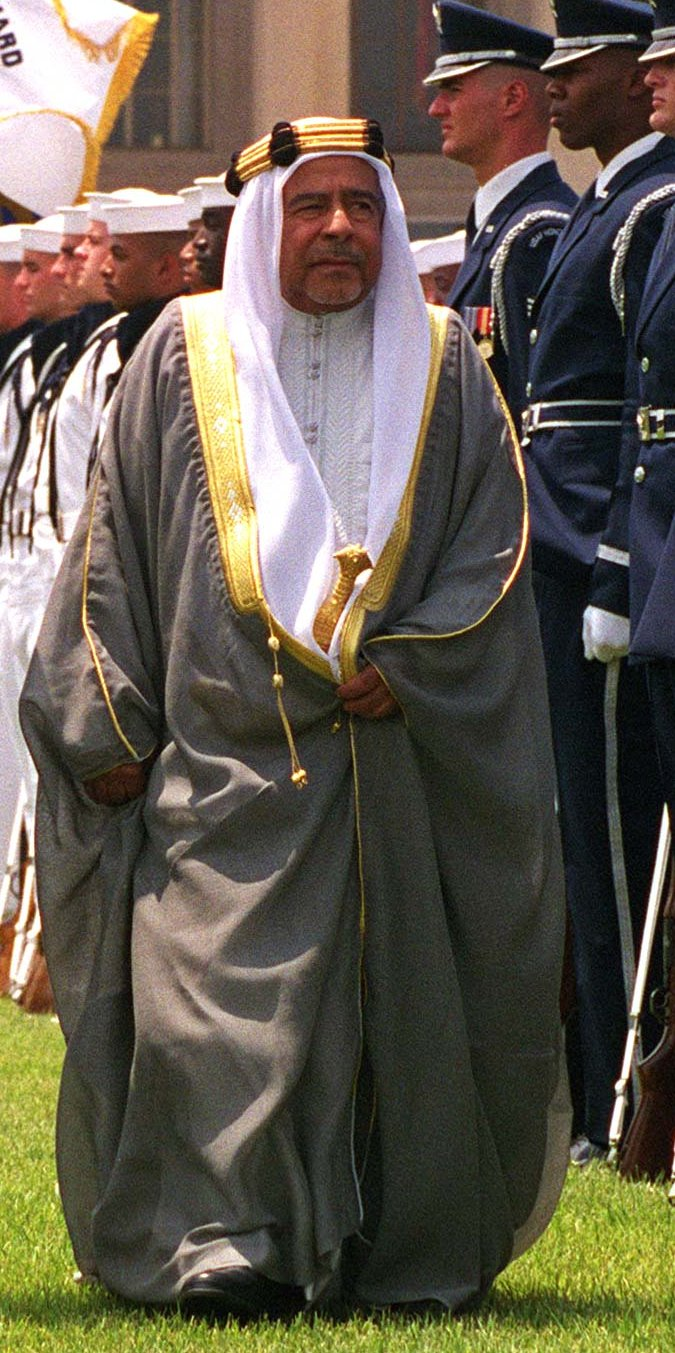
Isa ibn Salman Al Chalifa, 1998

Scheich Isa bin Salman Al Chalifa (عيسى بن سلمان آل خليفة, DMG ʿĪsā bin Salmān Āl Ḫalīfa; * 3. Juni 1933; † 6. März 1999) war von 1961 bis zu seinem Tod Emir von Bahrain.
Während seiner Regentschaft wurde das britische Protektorat Bahrain am 15. August 1971 unabhängig und er zum Staatsoberhaupt eines souveränen Staates.